# 岩戸南

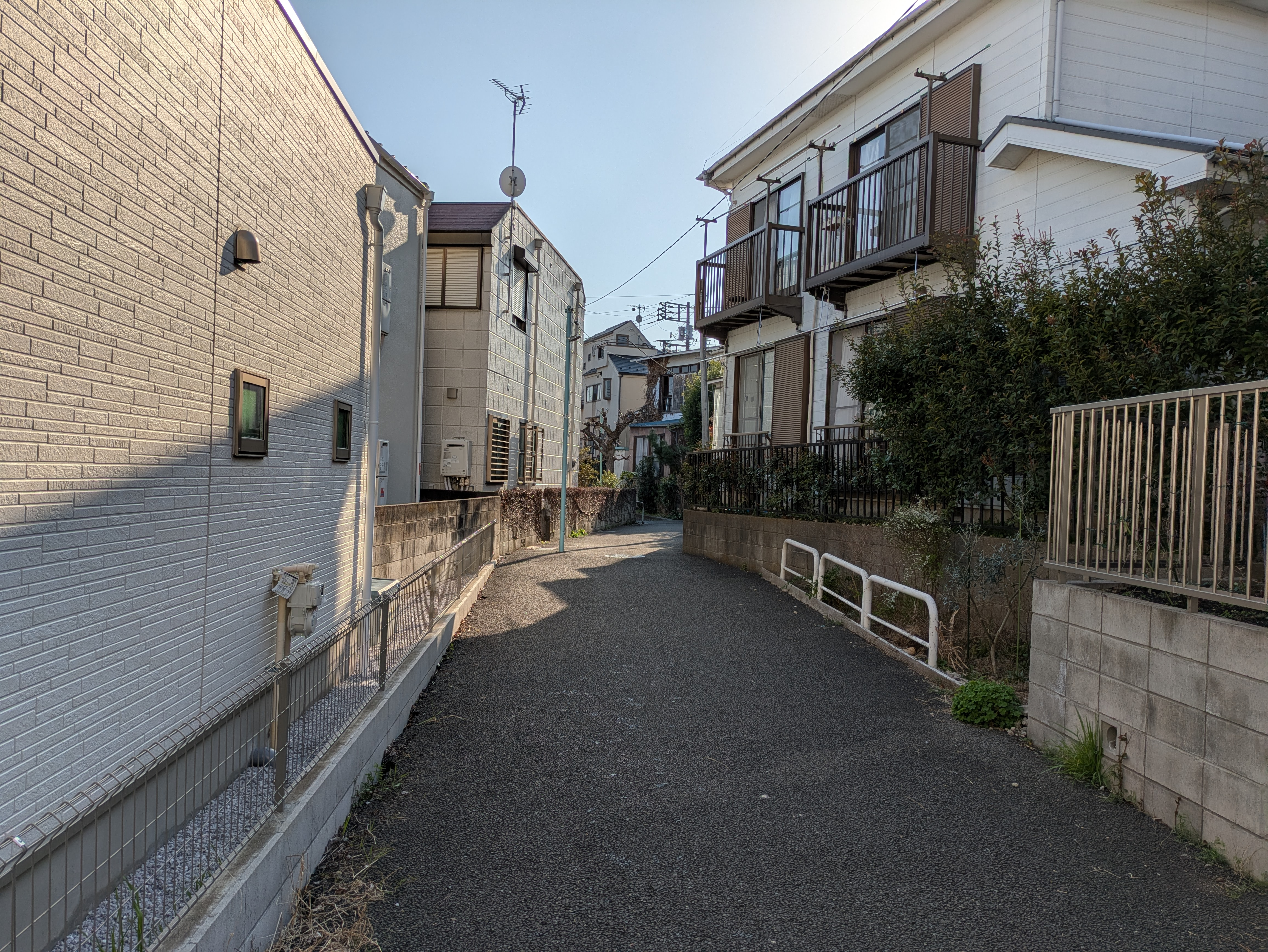
岩戸南

岩戸南（いわどみなみ）は、東京都狛江市の地名。現行行政地名は岩戸南一丁目から岩戸南四丁目。郵便番号は201-0005。

## 地理
狛江市の東側に位置する街区。市内の岩戸北、東和泉、猪方、駒井町、世田谷区の喜多見の各地域と隣接している。

### 河川
- 岩戸川 ｰｰｰ 域内には多摩川水系野川支流の岩戸川が流れるが、大部分が暗渠化されている。

## 世帯数と人口
2022年（令和4年）4月1日現在の世帯数と人口は以下の通りである。
| 町丁         | 世帯数    | 人口    |
| ------------ | --------- | ------- |
| 岩戸南一丁目 | 1,259世帯 | 2,530人 |
| 岩戸南二丁目 | 1,236世帯 | 2,277人 |
| 岩戸南三丁目 | 1,347世帯 | 2,672人 |
| 岩戸南四丁目 | 844世帯   | 1,948人 |
| 計           | 4,686世帯 | 9,427人 |

## 小・中学校の学区
市立小・中学校に通う場合、学区は以下の通りとなる。
| 丁目   | 番地    | 小学校                 | 中学校                 |
| ------ | ------- | ---------------------- | ---------------------- |
| 一丁目 | 全域    | 狛江市立狛江第三小学校 | 狛江市立狛江第二中学校 |
| 二丁目 | 全域    | 狛江市立狛江第三小学校 | 狛江市立狛江第二中学校 |
| 三丁目 | 全域    | 狛江市立狛江第三小学校 | 狛江市立狛江第二中学校 |
| 四丁目 | 1～17番 | 狛江市立狛江第三小学校 | 狛江市立狛江第二中学校 |
| 四丁目 | 8～32番 | 狛江市立狛江第六小学校 | 狛江市立狛江第二中学校 |

## 交通

### 鉄道
| 近隣の街区の駅                                   |
| ------------------------------------------------ |
| 小田急小田原線 - 喜多見駅(OH 15) - 狛江駅(OH 16) |

町内に鉄道駅はない。最寄り駅は小田急小田原線の喜多見駅と狛江駅。

### バス
すべて小田急バスによる運行。
- 玉08 二子玉川駅 - 二の橋 - 一の橋 - 狛江駅北口 - 調布駅南口
- 渋26 渋谷駅 - 三軒茶屋 - 上町 - 成育医療研究センター前 - 二の橋 - 一の橋 - 狛江駅北口 - 調布駅南口
- こまバス（南ルート） 狛江駅北口 → 和泉多摩川駅 → 岩戸南四丁目 → こまえ苑 → 狛江みずほ幼稚園 → 岩戸児童センター → 岩戸地域センター → 喜多見駅 → 狛江駅北口
- 狛12 狛江駅南口 - 狛江みずほ幼稚園 - こまえ苑 - 荒玉水道 - 宇奈根

### 道路
- 東京都道・神奈川県道3号世田谷町田線（世田谷通り）
- 東京都道11号大田調布線（町内全区間が都道3号との重複区間）

## 施設

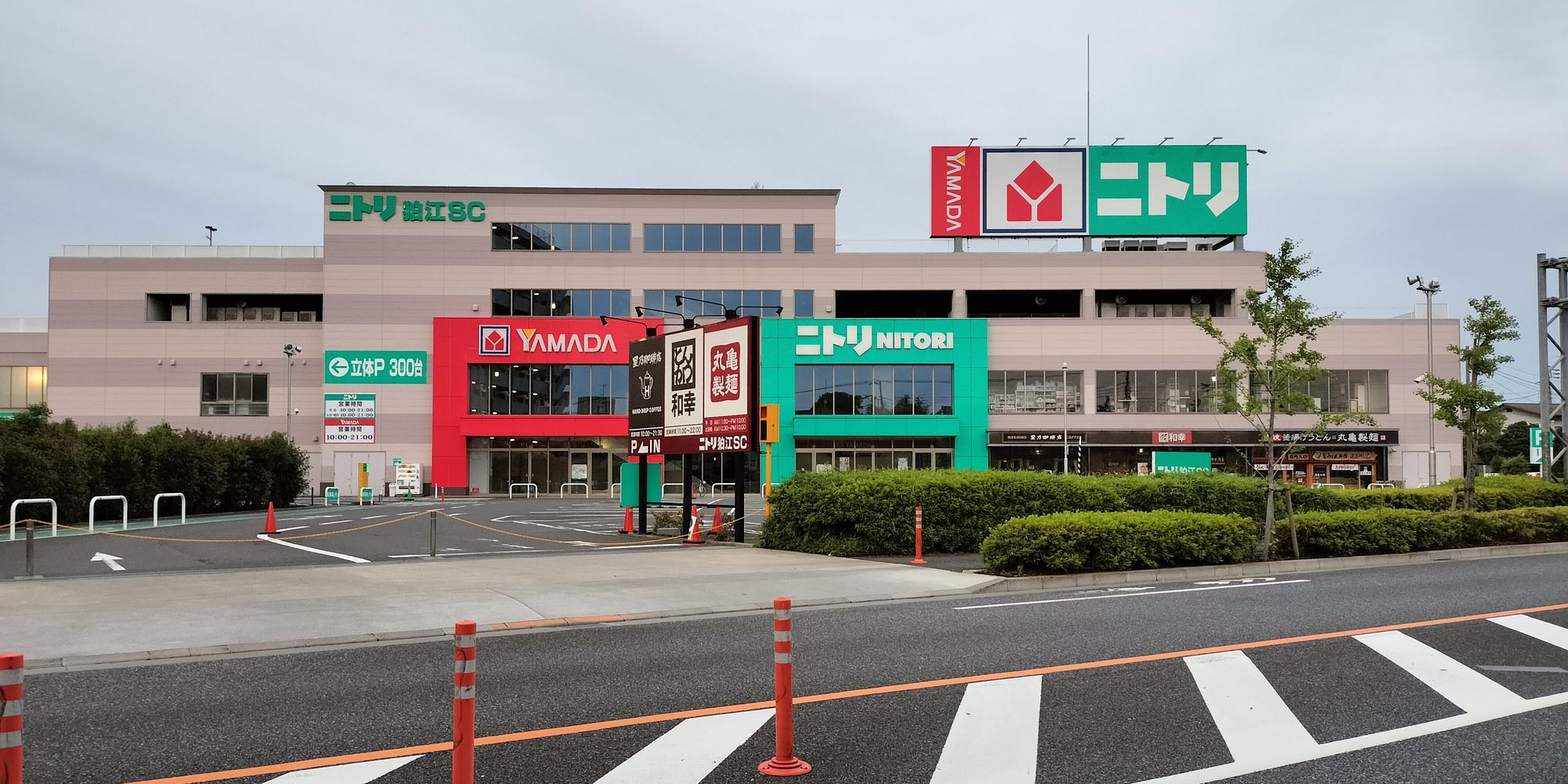
ニトリ 狛江世田谷通り店
- 岩戸児童センター
- 岩戸地域センター
- 狛江岩戸南郵便局
- 明静院
- 八幡神社

- ニトリ狛江SC